# Albert Gehlen
Albert H. Gehlen (Elsenborn, 1º aprile 1940) è un politico e insegnante belga del Partito Cristiano Sociale, presidente del Concilio della Comunità culturale tedesca (l'attuale Parlamento della Comunità germanofona del Belgio) dal 1977 al 1981.
Laureatosi in lettere con una tesi di filologia germanica nel 1964 presso l'Università di Liegi, divenne insegnante di scuola superiore a Sankt Vith. Fu presidente del Partito Cristiano Sociale dal 1971 al 1976, periodo durante il quale divenne membro del Concilio della Comunità culturale tedesca (dal 1973 al 1981), divenendone poi presidente dal 14 gennaio 1977 all'8 novembre 1981. Nel 1981 fu eletto deputato del Parlamento vallone per la circoscrizione di Verviers, mantenendo l'incarico fino al 1999.
Nel 1988 fu eletto consigliere comunale di Sankt Vith, di cui fu sindaco dal 1989 al 1994, per poi tornare in consiglio dal 1995 al 2006 per l'opposizione. Dopo oltre trent'anni di attività, nel 2006 si ritirò dalla scena politica.